# Municipio de San Mateo Nejápam
El municipio de San Mateo Nejápam (del náhuatl: nextli, atl, pan ‘ceniza, agua, en’‘En el agua de las cenizas’) es uno de los 570 municipios que conforman al estado mexicano de Oaxaca. Pertenece al distrito de Silacayoapan, dentro de la región mixteca. Su cabecera es la localidad de San Mateo Nejápam.

## Geografía
El municipio abarca 56.21 km² y se encuentra a una altitud promedio de 1340 m s. n. m., oscilando entre 1800 y 1100 m s. n. m.
Colinda al norte con el Estado de Guerrero y con el municipio de Zapotitlán Lagunas; al este con los municipios de San Miguel Ahuehuetitlán, San Andrés Tepetlapa y San Juan bautista Tlachichilco; al sur con el Estado de Guerrero; y al oeste con el estado de Guerrero y con el municipio de Zapotitlán Lagunas.

### Fisiografía
San Mateo Nejápam pertenece a la subprovincia de la cordillera costera del sur, dentro de la provincia de la Sierra Madre del Sur. Su territorio es cubierto por el sistema de topoformas del lomerío con cañadas en el 68% de su superficie, por el valle intermontano con lomerío en el 13%, el cañón típico en el 12% y por la sierra baja en el 7% restante.

### Hidrografía
El municipio se encuentra en la cuenca del río Tlapaneco, dentro de la región hidrológica del Balsas. El 71% de su territorio lo abarca la subcuenca del río Coycoyán y el 29% restante el río Tlapaneco. Los afluentes más importantes de la demarcación son los ríos Coycoyán y Tlapaneco.

## Clima
El clima del municipio es semicálido subhúmedo con lluvias en verano en el 68% de su superficie, semiseco muy cálido y cálido en el 19% y cálido subhúmedo con lluvias en verano en el 13% restante. El rango de temperatura es de 20 a 28 grados celcius y el rango de precipitación de 700 a 1000 mm.

## Demografía
De acuerdo al último censo, realizado por el INEGI en 2010, en el municipio habitan 1180 personas, repartidas entre 5 localidades. Del total de habitantes de San Mateo Nejápam, 4 hablan alguna lengua indígena.

### Localidades
El municipio cuenta con 5 localidades, de las cuales la más poblada es la cabecera, San Mateo Nejápam.
| Código INEGI | Localidad             | Población (2010) | Altitud (m s. n. m.) | Categoración |
| ------------ | --------------------- | ---------------- | -------------------- | ------------ |
| 202510001    | San Mateo Nejápam     | 1009             | 1370                 | Pueblo       |
| 202510002    | Santo Domingo Hidalgo | 91               | 1197                 | Congregación |
| 202510003    | Barrio Guadalupe      | 66               | 1390                 | Indefinida   |
| 202510004    | Domingo Solano Mejía  | 9                | 1397                 | Indefinida   |
| 202510005    | Las Palmas            | 5                | 1440                 | Indefinida   |

### Grado de marginación
De acuerdo a los estudios realizados por la Secretaría de Desarrollo Social en 2010, el 54% de la población del municipio vive en condiciones de pobreza extrema. El grado de marginación de San Mateo Nejápam es clasificado como Muy alto. En 2014 el municipio fue incluido en la Cruzada nacional contra el hambre.

## Política

### Gobierno
El municipio se rige mediante el sistema de usos y costumbres, eligiendo gobernantes cada tres años de acuerdo a un sistema establecido por las tradiciones de sus antepasados.

### Regionalización
San Mateo Nejápam pertenece al VI Distrito Electoral Federal de Oaxaca, con sede en Heroica Ciudad de Huajuapan de León.